# Teutoni

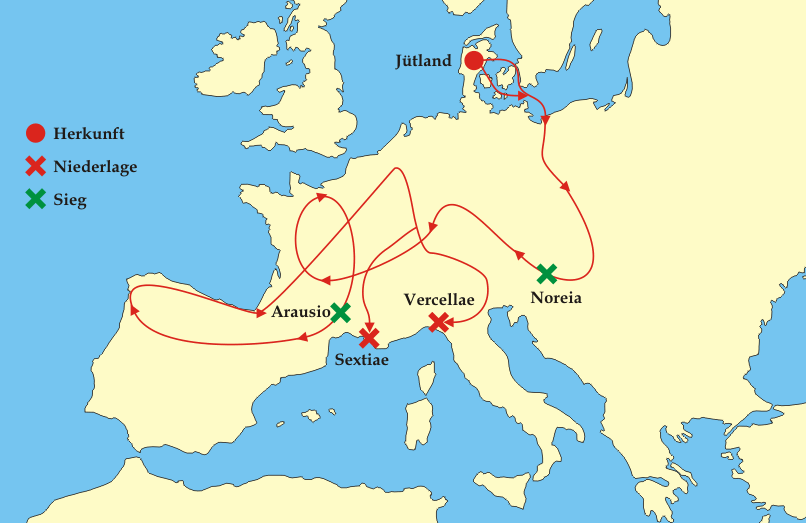
Hartă istorică în limba germană înfățișând originea și migrația cimbrilor și teutonilor.

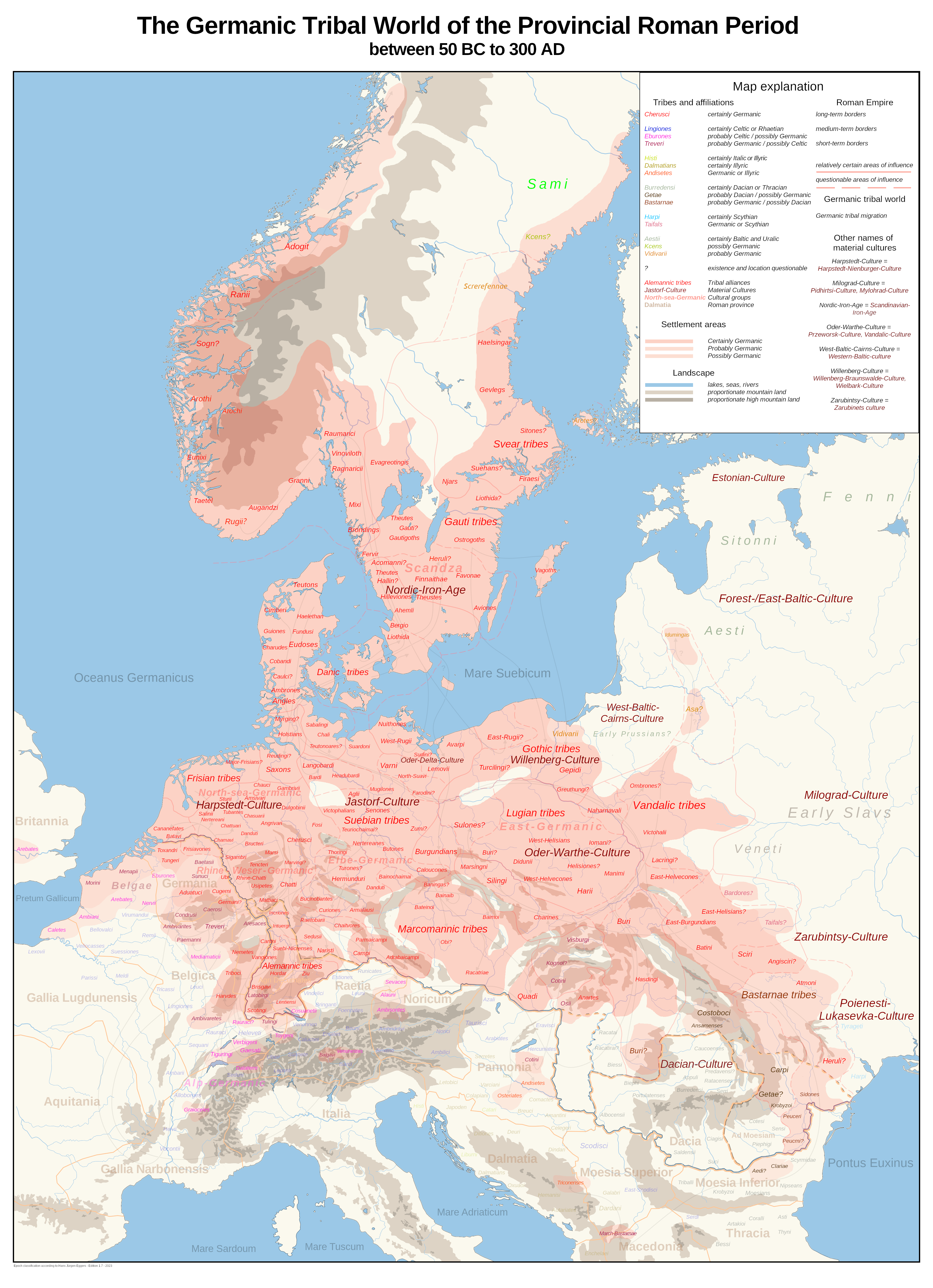
Hartă istorică în limba engleză înfățișând triburile germanice în Europa în decursul perioadei Imperiului Roman, între 50 î.Hr. și 300 d.Hr. Pe această hartă se poate observa răspândirea populațiilor germanice în Antichitate inclusiv pe teritoriul actual al României. Pe această hartă, teutonii sunt marcați ca „Teutons” și sunt plasați în vârful sau la nordul extrem al peninsulei Iutlanda, fiind unul dintre triburile danice.

Teutonii (latină Teutoni; greacă Teutones) au fost, după izvoarele romane, triburi germanice care proveneau din regiunea Iutlanda (i.e., peninsula Iutlanda) situată la vărsarea fluviului Elba între Marea Baltică și Marea Nordului (actualmente între Danemarca și Germania). Teutonii au migrat prin anul 120 î.Hr. împreună cu cimbrii din peninsula Iutlanda ajungând până în Italia și Spania de astăzi (sau în nordul Peninsulei Italice respectiv nordul Peninsulei Iberice).

## Termenul teutoni
Denumirea a fost preluată de la grecii antici și romani, fără a fi conturată precis originea lor (teutonilor). Ei ar fi putut să fie la fel de bine de origine celtă sau germanică. Sigur este oricum faptul că erau o populație nord-europeană. De la aceștia s-au păstrat (nu ca drept cuvinte „teutonice”) câteva denumiri geografice ca de exemplu Pădurea Teutoburgică (germană Teutoburger Wald), renumită după Bătălia din Pădurea Teutoburgică (din anul 9 e.n./î.Hr.).

## Originea și amplasarea geografică a teutonilor
Istoricul roman Plinius este primul care amintește teutonii care trăiau pe coasta de vest din Iutlanda (probabil la sud de cimbri) și făceau comerț cu chihlimbar. După Ptolemeu, teutonii ar fi fost așezați între Elba și Odra și, după câteva inundații masive în aceasta zonă, au părăsit regiunea.

## Istoric
In anii 120 î.H. triburile cimbre părăsesc Jutlandul (regiunea daneză) și se alătură teutonilor traversând împreună teritoriul Germaniei de azi. Acest fapt este atestat de urmele istorice descoperite la Vukovar (Croația). Nu s-a reușit clarificarea faptului dacă cimbrii i-au urmat pe teutoni peste tot. Bătălia de la Noreia din anul 113 î.H. este descrisă de istoricii antici în mod diferit. Teutonii traversează Rinul și după relatările lui Gaius Iulius Caesar pustiesc Galia, după care vor suferi o înfrăngere în fața celților de pe teritoriul Belgiei de astăzi. Germanicii (teutoni, cimbri, în plus și ambri, tiguri) pornesc contra așezărilor galo-romane și vor înfrânge o armată romană în bătălia de la Arausio, (105 î.H.) loc în sudul Galiei. Aici triburile teutonice se vor despărți de cimbri care pornesc spre Spania pe când teutonii rămân în Galia. După doi ani se vor uni iarăși sub conducerea lui Teutobod împotriva romanilor. Armata romană fusese între timp (după Arausio, 105) total restructurată într-o armată de soldneri (soldați plătiți) de către consulul Gaius Marius. Conduși de acesta, romanii vor înfrânge distrugător triburile nordice în bătălia de la Aquae Sextiae (102 î.H.), in sudul Franței. După înfrângerea suferită, supraviețuitorii teutoni se vor așeza pe valea lui Maas iar prin secolul II în regiunea râului Main.